# Calleville
Calleville é uma comuna francesa na região administrativa da Normandia, no departamento de Eure. Estende-se por uma área de 8,61 km². Em 2010 a comuna tinha 674 habitantes (densidade: 78,3 hab./km²).